# Casper U. Mortensen
Casper Ulrich Mortensen (født 14. december 1989) er en dansk professionel håndboldspiller, der spiller for det danske landshold og
siden 2021 er han igen tilbage i HSV Hamburg.

## Karriere

### FIF
Venstrefløjen fik sin håndboldopdragelse i FIF, også kaldet Frederiksberg Idræts-Forening, hvor han begyndte at spille da han var 8 år gammel. Her spillede han i 10 år, og var blandt andet med til at vinde titler med FIF, blandt andet Ekstrabladsturnering og Prag Cup (Tjekkiet).

### FCK Håndbold
Mortensen blev hentet op på FCK's seniorhold i en alder af 16 år gammel, og spillede med seniorholdet i 2006-2007 sæsonen. Her fik han spilletid i 3 kampe og kvitterede med 3 mål. Debutscoringen faldt på udebane mod Aalborg hvor den daværende træner, Magnus Andersson blandt andet selv skiftede sig ind grundet mange skader i truppen. Mortensen blev den yngste spiller i ligaens historie der fik debut i en alder af blot 16 år gammel. Mortensen kvittede her med 2 mål i kampen som blev til en sejr på 33-25 til FCK Håndbold. Mortensen scorede sit 3. mål mod Team Tvis Holstebro på hjemmebane i Frederiksberg Hallen senere hen i sæsonen.

### Ajax København
Grundet manglende spilletid og en priotet på udvikling, skiftede Mortensen i 2007 til Ajax Heroes på Vesterbro, som vandt 1. division i sæsonen 2007/2008, og efterfølgende optrådte han som 18-årig i Håndboldligaen i samme klub, dog med en ændring af klubbens navn, Ajax København. Mortensen var fast mand i startopstillingen i begge sæsoner, hvor han havde Christian Dalmose som træner.

### Fredericia HK
I sæsonen 2009/2010 da Mortensen var blevet student på Falkonergårdens Gymnasium (Team Danmark linje), skiftede han københavner rødderne ud med det jyske i Fredericia, for at spille for klubben Fredericia HK på en toårig kontrakt. Mortensen blev årets spiller i Fredericia HK. Efter at have spillet et flot grundspil i 2010/2011 sæsonen sluttede Fredericia HK på en 9. plads i ligaen, som betød klubben skulle spille nedrykningsspil. Mange skader opstod på holdet, og det sluttede med at klubben rykkede ud af ligaen - 1 point fra at blive.

### Viborg HK
Med den nye situation med Fredericia der var rykket ud af ligaen, betød at Mortensen ønskede at finde en ny klub, for fortsætte med at spille og udvikle sig i håndboldligaen. Valget faldt på Viborg Håndbold Klub hvor han blandt andet blev genforenet med sin barndomskammerat fra Frederiksberg Idræts-Forening, Rasmus Overby. Udover Overby blev Mortensen også holdkammerat med Allan Damgaard som han senere hen skulle spille sammen med udenlands. Han havde også Anja Andersen som træner i denne sæson. Efter en super sæson sluttede han sæsonen 2011/2012 af som den næstmest scorende spiller i håndboldligaen med 145 scoringer i 22 kampe for grundspillet. Dermed var han den spiller i ligaen med det højeste scoringsgennemsnit pr. kamp, da han spillede 6 kampe mindre end de andre i ligaen grundet skader. På dette tidspunkt var Mortensen 22 år gammel. Mortensen blev skadet i Viborg Håndbold Klub sejr over Skjern i grundspillet, hvor Viborg Håndbold Klub og Mortensen spillede sig i slutspillet. Det var den udvendige menisk i højre knæ som havde fået en revne og derfor var Mortensen ude i 3 måneder og gik glip af slutspillet for Viborg Håndbold Klub. I løbet af sæsonen for Viborg Håndbold Klub udråbte den danske landstræner, Ulrik Wilbek, Mortensen til at være arvtageren for Lars Christiansen på det danske landshold.  Mortensen blev årets spiller i Viborg Håndbold Klub.

### Bjerringbro-Silkeborg
Efter en enkelt sæson i Viborg Håndbold Klub skrev Mortensen en 3 årig kontrakt hos naboerne og storklubben Bjerringbro-Silkeborg Håndbold, hvor han tiltrådte pr. 1.7.2012. Mortensen fik tildelt spillernummeret 10. Allerede i sin første sæson 2012/2013 for BSV var Mortensen stærkt spillende, især i sin debut med EHF Champions League turnering hvor han blandt andet kom på rundens hold i EHF Champions League 2 gange og blev topscorer for Bjerringbro-Silkeborg Håndbold i turneringen med 61 mål i 12 kampe. Bjerringbro-Silkeborg Håndbold røg ud af EHF Champions League i 1/8 dels finalerne mod Barcelona hvor Mortensen sluttede af med at lave 8 mål på udebane i Barcelona i nederlaget 26-24 til spanierne.

### SønderjyskE
I sæsonen 2014/2015 skiftede Mortensen til SønderjyskE Håndbold hvor han tiltrådte fra 1.10.2014 hvor han har skrevet kontrakt for resten af sæsonen. Han har fået tildelt spillenummer 20. Mortensen blev topscorer i sin debut for SønderjyskE Håndbold med 7 mål mod Århus Håndbold, hvor SønderjyskE Håndbold vandt kampen 25-24.

### HSV Hamburg
I 2015 skiftede han til tysk håndbold og Bundesliga (håndbold), idet han skrev under på en 3-kontrakt med HSV Hamburg. Opholdet der blev dog ikke ret langt, idet klubben gik konkurs i januar 2016 grundet økonomiske problemer. Mortensen nåede dog at få succes sammen med holdet og udviklede sig hurtigt for HSV Hamburg hvor han havde nr. 6 på ryggen. Her var han holdkammerat med landsholdskollega Hans Lindberg, samt Allan Damgaard som han i forvejen kendte fra Viborg Håndbold Klub. Udover disse to var han holdkammerater med de tyske legender Pascal Hens og Johannes Bitter.

### TSV Hannover Burgdorf
Umiddelbart efter EM-slutrunden i polen i januar 2016, skrev Casper U. Mortensen i stedet kontrakt med et andet bundesligahold, TSV Hannover-Burgdorf. I sæsonen 2017/18 blev Mortensen topscorer i Handball-Bundesliga 2017–18 (en) foran den tyske landsholdspiller, Julius Kühn, med 230 mål. Mortensen var stærkt medvirkende til at sikre klubben en 6. plads i ligaen. Her spillede han sammen med sin landsholdskollega Morten Olsen. Her havde han Antonio Carlos Ortega og Iker Romero som sine trænere.

### FC Barcelona
Efter længere tids forhandlinger mellem TSV Hannover-Burgdorf og FC Barcelona (håndbold) blev det I maj 2018 offentliggjort, at Mortensen skiftede til FC Barcelona, og d. 18. juli blev han præsenteret i klubben, hvor han fik trøjenummer 6, hvilket også er det nummer, han spiller med for det danske landshold. Mortensen blev kåret af EHF Champions League i en afstemning som årets spiller, af samtlige spillere i Champions League, for året 2018. 

### HSV Hamburg
Efter tre år i Barcelona skiftede Mortensen tilbage til sin tidligere klub HSV Hamburg, igen med nr. 6 på ryggen. Til sæsonen 2024/2025 skiftede Mortensen dog sit rygnummer til nummer 51 for at ære sin afdøde far. I sin første sæson tilbage i den tyske bundesliga opnåede Mortensen en 4. plads på topscorerlisten med 206 mål. I sæsonen 22/23 blev Mortensen topscorer med 229 mål. I starten af sæson 24/25 runder Casper U. Mortensen en stor milepæl, da han i sæsonens første kamp mod Frisch Auf Göppingen nettede for 1000. gang i Bundesligaen.

## Landshold
Casper U. Mortensen optrådte i perioden 2006-2009 på det danske ungdomslandshold, hvor han sammen med kollegaer i årgangen 1988/1989 har vundet VM- og EM-guld. Mortensen kom på All-star hold til sin første EM-slutrunde i Estland i 2006. Efter U21-VM i Egypten i 2009 fik Mortensen store roser fra blandt andre Ulrik Wilbek for sin flotte præstation, hvor han sluttede turneringen af med en scoringsprocent på 81.4%. Han blev endnu engang dansk topscorer og var dermed dansk topscorer i alle 4 slutrunder med Y og U-landsholdet. Mortensens landsholdsstatistik er følgende:
- Y-landshold 2006-2008: 44 kampe - 221 mål.
- U-landshold 2008-2009: 32 kampe - 156 mål.
- A-landshold 2012-2020+: 128 kampe - 131 mål.

### VM 2013 Spanien
Mortensen blev i efteråret 2012 en fast del af landsholdet, og fik slutrundedebut til VM i Spanien 2013. Her blev til en sølv medalje efter et finale nederlag til Spanien.

### EM 2014 Danmark
Til EM 2014 fik Casper U. sit helt store gennembrud på hjemmebane, da han fik fuld spilletid i de første 3 kampe, da Anders Eggert var skadet. Mortensen sluttede EM 2014, da han blev skiftet ud af truppen til fordel for Jesper Nøddesbo efter Danmarks 5. kamp mod Ungarn. Hans statistik ved EM 2014 lød på 16 mål på 20 skud i 5 kampe, en scoringsprocent på 80 %.

### VM 2015 Qatar
Mortensen var også med til VM 2015 hvor han sammen med sine holdkammerater røg ud i 1/8 dels finalen til Spanien i de sidste sekunder af kampen.

### EM 2016 Polen
Mortensen deltog også til EM 2016, hvor han sammen med sine kollegaer røg ud til Tyskland i mellemrunden og dermed missede semifinalen.

### OL 2016 Brasilien - Rio de Janeiro
Håndbold under sommer-OL 2016 blev et højdepunkt for Casper U. Mortensens landsholdskarriere, da han sammen med sine holdkammerater triumferede efter en intens finale mod Frankrig. Mortensen spillede hele turneringen med fuld spilletid som eneste udtagne venstrefløj i truppen, med stor succes.

### VM 2017 - Frankrig
I VM i Frankrig 2017 kom Mortensen og holdkammeraterne ned på jorden igen, efter at tabe 1/8 dels finalen til Ungarn efter en uskøn kamp.

### EM 2018 - Kroatien
I EM i Kroatien 2018, røg Mortensen sammen med sine kollegaer ud til Sverige i semifinalen efter omkamp.

### VM 2019 - Danmark/Tyskland
I VM i Tyskland/Danmark 2019 startede Mortensen fantastisk med at blive kåret som kampens spiller i åbningskampen på hjemmebane i København mod Chile. I kamp 2 fik mod Tunesien fik Mortensen en menisk skade i knæet, som gjorde ham ukampdygtig for resten af turneringen.

## Hædersbevisninger
- Årets EHF-spiller (de) 2018[13]
- Topscorer i Handball-Bundesliga 2017–18 (en)

## Privatliv
Casper Mortensen er lillebror til fodboldspilleren Andreas Mortensen, der blandt andet har optrådt for FC København 1 kamp og FC Vestsjælland 41 kampe men mest kendt i 1 division.
Han blev gift med TV 2-sports Stine Bjerre Jørgensen i december 2017. Sammen fik de sønnen Carlo i december 2022.